# 마이무나 은디아이
마이무나 은디아이(프랑스어: Maimouna N'Diaye)는 프랑스의 배우이다. 애니메이션 영화 《키리쿠와 마녀》에서 키리쿠의 엄마 역을 맡은 바 있다. 2019년 칸 영화제의 심사위원으로 위촉되었다.